# Désintégration verticale
La désintégration verticale se réfère à une forme organisationnelle spécifique de la production industrielle. Contrairement à l'intégration verticale, où la production s'effectue au sein d'une organisation singulière, la désintégration verticale signifie que diverses déséconomies d'échelle ou de portée ont brisé un processus de production en sociétés distinctes, chacune réalisant un sous-ensemble limité d'activités requises pour créer un produit fini.
Le divertissement filmé était autrefois fortement intégré verticalement dans un Studio system où quelques grands studios s'occupaient de tout, de la production à la représentation théâtrale. Après la seconde guerre mondiale, l'industrie a été divisée en petits fragments, chacun se spécialisant dans des tâches particulières dans la division du travail nécessaire pour produire et montrer un morceau fini de divertissement filmé. Hollywood se désintégra fortement verticalement, avec des firmes spécialisées qui n'effectuèrent que certaines tâches telles que le montage, les effets spéciaux, les bandes-annonces, etc. La Scission du système Bell eut un effet similaire sur une plus grande industrie plus tard au XXe siècle. 
L'une des principales raisons de la désintégration verticale est le partage des risques. De plus, dans certains cas, les petites entreprises peuvent être plus sensibles aux changements des conditions du marché. La désintégration verticale est donc plus probable dans les marchés volatils. La stabilité et les produits standardisés engendrent plus généralement l'intégration, car elle procure les avantages des économies d'échelle.
La géographie d'une industrie désintégrée n'est pas une donnée. Les géographes économiques font généralement la distinction entre les activités intensives en connaissances, volatiles, non normalisées et la production standardisée et routinière. Les premiers tendent à être regroupés dans l'espace, car ils ont besoin de proximité pour construire un cadre conceptuel commun et partager de nouvelles idées. Ces dernières peuvent être très éloignées et sont illustrées par les chaînes mondiales de produits de base telles que les industries du vêtement et de l'automobile. Cependant, même dans ces industries, la conception et d'autres tâches créatives et non répétitives ont tendance à présenter un certain regroupement géographique.